# Campionati mondiali di tiro con l'arco 2021
I Campionati mondiali di tiro con l'arco 2021 sono stati la 51ª edizione della competizione. Si sono svolti a Yankton, negli Stati Uniti, dal 20 al 26 settembre 2021.

## Medagliere
| Pos.   | Nazione       | Oro | Argento | Bronzo | Totale |
| ------ | ------------- | --- | ------- | ------ | ------ |
| 1      | Corea del Sud | 5   | 0       | 2      | 7      |
| 2      | Colombia      | 3   | 0       | 0      | 3      |
| 3      | Stati Uniti   | 1   | 2       | 2      | 5      |
| 4      | Austria       | 1   | 0       | 1      | 2      |
| 5      | India         | 0   | 3       | 0      | 3      |
| 6      | Messico       | 0   | 2       | 1      | 3      |
| 7      | Brasile       | 0   | 1       | 0      | 1      |
| 7      | Paesi Bassi   | 0   | 1       | 0      | 1      |
| 7      | Russia        | 0   | 1       | 0      | 1      |
| 10     | Taipei cinese | 0   | 0       | 1      | 1      |
| 10     | Estonia       | 0   | 0       | 1      | 1      |
| 10     | Francia       | 0   | 0       | 1      | 1      |
| 10     | Turchia       | 0   | 0       | 1      | 1      |
| Totale | Totale        | 10  | 10      | 10     | 30     |

## Podi

### Arco ricurvo
| Evento                | Oro                                               | Argento                                               | Bronzo                                                 |
| Individuale maschile  | Kim Woo-jin                                       | Marcus D'Almeida                                      | Brady Ellison                                          |
| Individuale femminile | Jang Min-hee                                      | Casey Kaufhold                                        | An San                                                 |
| Squadre maschili      | Corea del Sud Kim Woo-jin Kim Je-deok Oh Jin-hyek | Stati Uniti Brady Ellison Matthew Nofel Jack Williams | Taipei cinese Hung Cheng-hao Wei Chun-heng Yu Guan-lin |
| Squadre femminili     | Corea del Sud An San Jang Min-hee Kang Chae-young | Messico Aída Román Alejandra Valencia Ana Vázquez     | Francia Lisa Barbelin Caroline Lopez Mélodie Richard   |
| Squadre miste         | Corea del Sud An San Kim Woo-jin                  | Russia Elena Osipova Galsan Bazarzhapov               | Turchia Yasemin Anagöz Mete Gazoz                      |

### Arco compound
| Evento                | Oro                                                   | Argento                                               | Bronzo                                                        |
| Individuale maschile  | Nico Wiener                                           | Mike Schloesser                                       | Robin Jäätma                                                  |
| Individuale femminile | Sara López                                            | Jyothi Surekha Vennam                                 | Andrea Becerra                                                |
| Squadra maschile      | Stati Uniti Braden Gellenthien James Lutz Kris Schaff | Messico Miguel Becerra Antonio Hidalgo Uriel Olvera   | Austria Stefan Heincz Michael Matzner Nico Wiener             |
| Squadra femminile     | Colombia Sara López Alejandra Usquiano Nora Valdez    | India Priya Gurjar Muskan Kirar Jyothi Surekha Vennam | Stati Uniti Linda Ochoa-Anderson Paige Pearce Makenna Proctor |
| Squadra mista         | Colombia Sara López Daniel Muñoz                      | India Abhishek Verma Jyothi Surekha Vennam            | Corea del Sud Kim Jong-ho Kim Yun-hee                         |